# Filmografia de Fernanda Montenegro

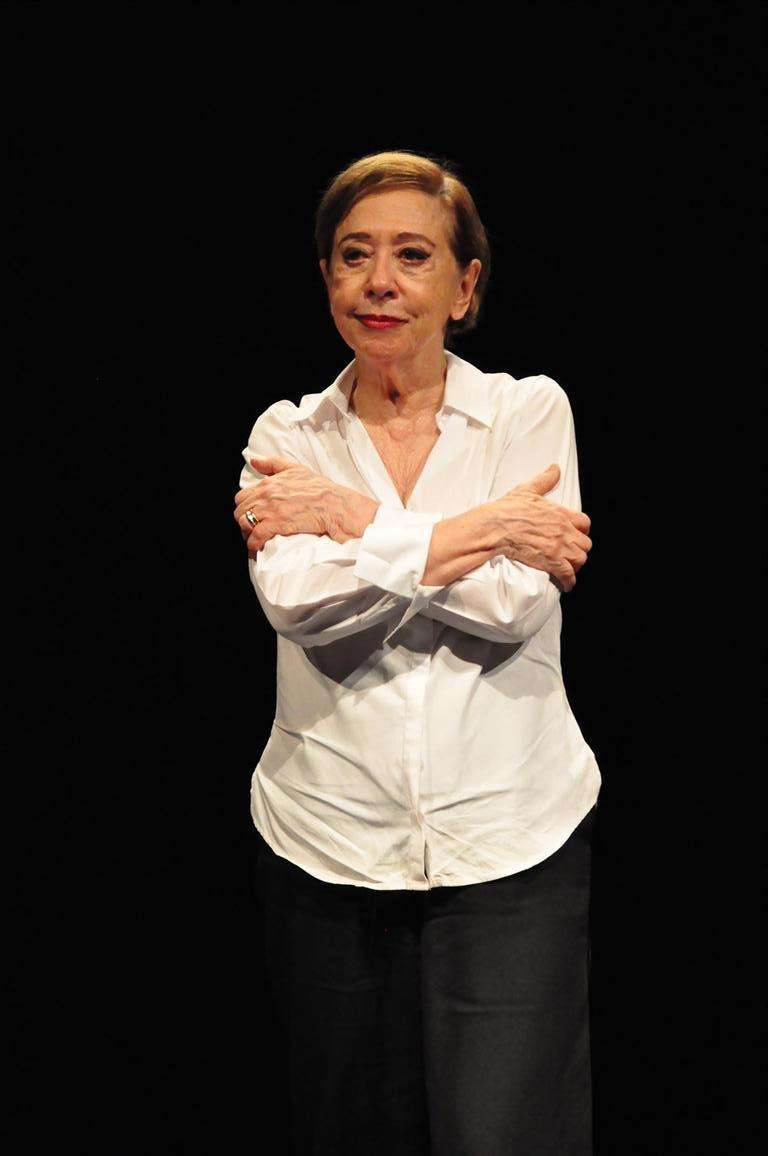
Fernanda Montenegro durante performance da peça teatral Viver sem tempos mortos, em 2012.

A filmografia da atriz brasileira Fernanda Montenegro abrange mais de cinco décadas de destacada atividade em cinema e televisão. Montenegro iniciou sua carreira no teatro, sendo ainda hoje considerada uma das maiores atrizes de teatro brasileiro em todos os tempos.
Uma das atrizes pioneiras da televisão brasileira, Montenegro foi uma das primeiras contratações da então recém-criada TV Tupi em 1951, atuando em produções de autoria de seu esposo, o dramaturgo Fernando Torres, de quem herdou o nome artístico. Em 1954, teve sua estreia no cinema com uma participação no filme de drama histórico Mãos Sangrentas, baseado no episódio verídico da Rebelião da Ilha Anchieta. A partir de 1956, assumiu diversos papéis de destaque no teleteatro Grande Teatro Tupi. Neste projeto, a atriz ganhou notoriedade em nível nacional dividindo as cenas com Nathália Timberg e Francisco Cuoco, entre outros grandes nomes. Montenegro só retornaria ao cinema como protagonista de A Falecida (1965), pelo qual venceu o Candango de Melhor Atriz. Em 1968, dividindo sua carreira entre teatro e televisão, Montenegro interpretou a protagonista Ana Carvalho na histórica telenovela A Muralha.
Na década de 1970, Montenegro notadamente reduziu o ritmo de atuações na televisão e cinema. Nesse período, suas atuações mais destacadas foram os filmes Marília e Marina (1976) e Tudo Bem (1978) e a telenovela Cara a Cara (1979). Nos anos seguintes, a atriz inicia sua chamada era áurea da teledramaturgia brasileira após sua contratação pela Rede Globo, emissora televisiva da qual não se afastaria nas décadas seguintes. Montenegro protagonizou as telenovelas Baila Comigo (1981), Guerra dos Sexos (1983) e Cambalacho (1986), considerados até os dias atuais seus principais papéis televisivos. Por sua performance como a socialite interesseira Charlô em Guerra dos Sexos, Montenegro recebeu diversos prêmios de críticos de arte e recomendações da imprensa crítica brasileira, sendo este papel considerado crucial para a vinculação de sua imagem à teledramaturgia brasileira. No mesmo período, estrelou e co-estrelou os filmes de drama Eles Não Usam Black-tie (1981) e A Hora da Estrela (1985).
Em 1990, realizou uma participação especial na telenovela Rainha da Sucata no papel de Salomé Szemanski. Na década de 1990, Montenegro interpretou personagens de forte identificação com questões sociais do Brasil, como a cafetina Olga em O Dono do Mundo (1991), a prostituta Jacutinga em Renascer (1993), a excêntrica Zazá Dumont em Zazá (1997). No mesmo período, marcou o cinema nacional por sua performances no drama histórico O Que É Isso, Companheiro? (1997) e no drama Central do Brasil (1998), pelo qual tornou-se a primeira atriz brasileira e latino-americana indicada ao Oscar de Melhor Atriz até os dias atuais.
A década de 2000 foi marcada por suas atuações na comédia-dramática O Auto da Compadecida (2000), no aclamado drama histórico Olga (2004), no drama Redentor (2004) e no drama histórico Casa de Areia (2005). Na televisão, Montenegro interpretou a excêntrica Lulu de Luxemburgo em As Filhas da Mãe (2001) e Luíza Frateschi em Esperança (2002). Nos anos seguintes, interpretou antagonistas marcantes na série televisiva Hoje É Dia de Maria (2005) e como Bia Falcão na telenovela Belíssima (2005).

## Televisão
| Ano       | Título                                  | Personagem                                            | Notas                                   |
| --------- | --------------------------------------- | ----------------------------------------------------- | --------------------------------------- |
| 1950      | Mulher, Espelho das Cidades!            | Várias personagens                                    |                                         |
| 1951      | História do Teatro Brasileiro           | Mabel                                                 | Episódio: "O Badejo"                    |
| 1951      | Seja Você Detetive                      | Várias personagens                                    |                                         |
| 1951      | Uma História Por Semana                 | Várias personagens                                    |                                         |
| 1952–1954 | Retrospectiva do Teatro Universal       | Várias personagens                                    |                                         |
| 1952–1954 | Retrospectiva do Teatro Brasileiro      | Várias personagens                                    |                                         |
| 1954      | A Muralha                               | Ana Cardoso                                           |                                         |
| 1954–1962 | Grande Teatro Tupi                      | Vários personagens                                    |                                         |
| 1956      | Teatro Moinho de Ouro                   | Catherine Earnshaw                                    | Episódio: "O Morro do Ventos Uivantes"  |
| 1956      | Teatrinho Trol da Tupi                  | —                                                     | Episódio: "João e Maria"                |
| 1956      | Teatrinho Trol da Tupi                  | —                                                     | Episódio: "O Casaco Encantado"          |
| 1956      | Teatrinho Trol da Tupi                  | —                                                     | Episódio: "Os Cabelos Encantados"       |
| 1957      | Teatrinho Trol da Tupi                  | —                                                     | Episódio: "Josefina e o Ladrão"         |
| 1957      | Teatrinho Trol da Tupi                  | —                                                     | Episódio: "Simbita e o Dragão"          |
| 1957      | Grande Teatro Nestlé                    | —                                                     | Episódio: "Em Cada Coração Um Pecado"   |
| 1962      | Teledrama TV Continental                | —                                                     | Episódio: "A Visita da Velha Senhora"   |
| 1963      | Pouco Amor Não É Amor                   | Marília                                               |                                         |
| 1963      | A Morta Sem Espelho                     | Heloísa Boaventura                                    |                                         |
| 1963–1964 | Grande Teatro Murray                    | Vários personagens                                    |                                         |
| 1964      | Sonho de Amor                           | Camila Freitas                                        |                                         |
| 1964      | Vitória                                 | Vitória Campello                                      |                                         |
| 1965      | 4 no Teatro                             | —                                                     | Episódio: "A Noite de 16 de Janeiro"    |
| 1965      | 4 no Teatro                             | —                                                     | Episódio: "As Três Faces de Eva"        |
| 1965      | 4 no Teatro                             | —                                                     | Episódio: "Dois Mortos e Um Vivo"       |
| 1966      | Calúnia                                 | Amália Linares-Castellanos                            |                                         |
| 1967      | Redenção                                | Lisa Montebelo                                        |                                         |
| 1968      | A Muralha                               | Cândida Olinto                                        |                                         |
| 1969      | Sangue do Meu Sangue                    | Júlia Albuquerque Soares Camargo                      |                                         |
| 1973      | Caso Especial                           | Medeia                                                | Episódio: "Medeia"                      |
| 1979      | Cara a Cara                             | Ingrid Von Herbert                                    |                                         |
| 1981      | Baila Comigo                            | Sílvia Toledo                                         |                                         |
| 1981      | Brilhante                               | Francisca Newman (Chica)                              |                                         |
| 1983      | Guerra dos Sexos                        | Charlotte de Alcântara Pereira Barreto (Charlô)       |                                         |
| 1986      | Cambalacho                              | Leonarda Furtado Machado (Naná)                       |                                         |
| 1988      | Sassaricando                            | Ela mesma                                             | Episódio: "18 de abril"                 |
| 1990      | Rainha da Sucata                        | Salomé Szimanski                                      | Episódios: "2–3 de abril"               |
| 1990      | Riacho Doce                             | Manuela                                               |                                         |
| 1991      | O Dono do Mundo                         | Olga Portela                                          |                                         |
| 1993      | Renascer                                | Jacutinga                                             | Episódios: "8–16 de março"              |
| 1993      | O Mapa da Mina                          | Madalena Moraes                                       |                                         |
| 1994      | Incidente em Antares                    | Quitéria Campolargo (Dona Quita)                      |                                         |
| 1995      | A Comédia da Vida Privada               | Otávia                                                | Episódio: "A Casa dos Quarenta"         |
| 1996      | A Comédia da Vida Privada               | Dora                                                  | Episódio: "As Idades do Amor"           |
| 1997      | Zazá                                    | Marisa Dumont (Zazá)                                  |                                         |
| 1999      | O Belo e as Feras                       | Dona Clotilde                                         | Episódio: "Sermão é Padecer no Paraíso" |
| 1999      | Você Decide                             | Lourdes                                               | Episódio: "Assim é se lhe Parece"       |
| 1999      | O Auto da Compadecida                   | Nossa Senhora                                         |                                         |
| 2001      | As Filhas da Mãe                        | Lulu de Luxemburgo / Lucinda Maria Barbosa Cavalcante |                                         |
| 2002      | Pastores da Noite                       | Tibéria                                               |                                         |
| 2002      | Esperança                               | Luiza Frateschi                                       | Episódios: "17–28 de junho"             |
| 2003      | Esperança                               | Luiza Frateschi                                       | Episódios: "13–14 de fevereiro"         |
| 2003      | Celebridade                             | Ela mesma                                             | Episódio: "13 de outubro"               |
| 2004      | Um Só Coração                           | Ela mesma                                             | Episódio: "8 de abril"                  |
| 2005      | Hoje É Dia de Maria                     | A Madrasta                                            |                                         |
| 2005      | Hoje É Dia de Maria: Segunda Jornada    | Dona Cabeça                                           |                                         |
| 2005      | Belíssima                               | Beatriz Falcão (Bia)                                  |                                         |
| 2008      | Queridos Amigos                         | Iraci                                                 |                                         |
| 2008      | O Natal do Menino Imperador             | Narradora                                             | Especial de fim de ano                  |
| 2009      | Som & Fúria                             | Ela mesma                                             | Episódio: "24 de julho"                 |
| 2010      | Passione                                | Elizabete Monteiro Gouveia (Bete)                     |                                         |
| 2012      | As Brasileiras                          | Maria Torres                                          | Episódio: "Maria do Brasil"             |
| 2012      | Doce de Mãe                             | Maria Izabel de Souza (Dona Picucha)                  | Especial de fim de ano                  |
| 2013      | Saramandaia                             | Maria Cândida Rosado (Candinha)                       |                                         |
| 2014      | Doce de Mãe                             | Maria Izabel de Souza (Dona Picucha)                  |                                         |
| 2015      | Babilônia                               | Drª. Teresa Petrucceli                                |                                         |
| 2016      | Mister Brau                             | Rosita Gomes                                          | Episódio: "Mãe do Gomes"                |
| 2017      | Mister Brau                             | Rosita Gomes                                          | Episódio: "Gomes Casado"                |
| 2018      | Mister Brau                             | Rosita Gomes                                          | Episódio: "Refugiados"                  |
| 2017      | Nelson: Por Ele Mesmo                   | Narradora                                             |                                         |
| 2017      | O Outro Lado do Paraíso                 | Mercedes Santos Tavares                               |                                         |
| 2019      | Tá no Ar: A TV na TV                    | Ela mesma                                             | Episódio: "12 de fevereiro"             |
| 2019      | A Dona do Pedaço                        | Dulce Ramirez                                         | Episódios: "20–24 de maio"              |
| 2020      | Amor e Sorte                            | Gilda                                                 | Episódio: "Lúcia e Gilda"               |
| 2020      | Gilda, Lucia e o Bode                   | Gilda                                                 | Especial de fim de ano                  |
| 2023      | Fernanda e Nathalia: Amigas de uma Vida | Ela mesma                                             | Série Documental                        |
| 2024      | Um Beijo do Gordo                       | Ela mesma                                             | Série Documental                        |
| 2024      | Tributo: Fernanda Montenegro            | Ela mesma                                             | Série Documental                        |

## Cinema
| Ano  | Título                                                 | Personagem                        | Notas                |
| ---- | ------------------------------------------------------ | --------------------------------- | -------------------- |
| 1965 | A Falecida                                             | Zulmira                           | [ 14 ] [ 15 ]        |
| 1966 | A Linguagem do Teatro                                  | Ela mesma                         | Curta-metragem       |
| 1970 | Pecado Mortal                                          | Fernanda                          | [ 14 ]               |
| 1971 | Em Família                                             | Anita                             | [ 14 ] [ 15 ]        |
| 1971 | Minha Namorada                                         | Carminha                          | [ 14 ]               |
| 1971 | A Vida de Jesus Cristo                                 | Samaritana                        | [ 17 ]               |
| 1973 | Missa do Galo                                          | Dona Conceição                    | Curta-metragem       |
| 1976 | Marília e Marina                                       | D. Glória                         | [ 19 ]               |
| 1978 | Tudo Bem                                               | Elvira Barata                     | [ 15 ] [ 20 ] [ 21 ] |
| 1981 | Eles Não Usam Black-Tie                                | Romana                            | [ 15 ] [ 20 ]        |
| 1985 | A Hora da Estrela                                      | Madame Carlota                    | [ 15 ] [ 22 ] [ 23 ] |
| 1986 | Trancado por Dentro                                    | Ivette                            | Curta-metragem       |
| 1988 | Fogo e Paixão                                          | Rainha do castelo                 | [ 15 ]               |
| 1994 | Veja Esta Canção                                       | Alzira                            | [ 15 ]               |
| 1997 | O Que É Isso, Companheiro?                             | Dona Margarida                    | [ 15 ]               |
| 1998 | Central do Brasil                                      | Dora Teixeira                     | [ 15 ]               |
| 1998 | Traição                                                | Mulher no bar                     | [ 15 ]               |
| 1999 | Gêmeas                                                 | Mãe                               | [ 15 ]               |
| 2000 | O Auto da Compadecida                                  | Nossa Senhora (a Compadecida)     | [ 15 ]               |
| 2004 | O Outro Lado da Rua                                    | Regina                            | [ 15 ]               |
| 2004 | Olga                                                   | Leocádia Prestes                  | [ 15 ]               |
| 2004 | Redentor                                               | Dona Isaura                       | [ 15 ]               |
| 2004 | Nem Que a Vaca Tussa                                   | Sra. Caloway (voz)                | Dublagem             |
| 2005 | Casa de Areia                                          | D. Maria / Áurea                  | [ 15 ]               |
| 2007 | O Amor nos Tempos do Cólera                            | Tránsito Ariza                    | [ 15 ]               |
| 2011 | As Aventuras de Agamenon, o Repórter                   | Narradora                         | [ 15 ]               |
| 2012 | A Dama do Estácio                                      | Zulmira                           | Curta-metragem       |
| 2013 | O Tempo e o Vento                                      | Bibiana Terra Cambará             | [ 15 ] [ 27 ] [ 28 ] |
| 2014 | A Primeira Missa ou Tristes Tropeços, Enganos e Urucum | Nossa Senhora                     | [ 15 ] [ 29 ]        |
| 2014 | Rio, Eu Te Amo                                         | Dona Fulana                       | [ 15 ] [ 30 ]        |
| 2014 | Infância                                               | Dona Mocinha                      | [ 15 ] [ 31 ]        |
| 2014 | Boa Sorte                                              | Célia                             | [ 15 ] [ 32 ]        |
| 2018 | O Beijo no Asfalto                                     | Dona Matilde                      | [ 15 ]               |
| 2019 | The Ghost of Lina Bo Bardi                             | Lina Bo Bardi                     | Curta-metragem       |
| 2019 | O Juízo                                                | Marta Amarantes                   | [ 34 ] [ 35 ]        |
| 2019 | A Vida Invisível                                       | Eurídice Gusmão                   | [ 36 ] [ 37 ]        |
| 2021 | Piedade                                                | Maria do Carmo Bezerra (Carminha) | [ 15 ] [ 38 ]        |
| 2024 | Ainda Estou Aqui                                       | Eunice Paiva                      | [ 39 ]               |
| 2025 | Vitória                                                | Nina/Vitória                      | [ 40 ]               |
| 2025 | Velhos Bandidos                                        | Marta                             | [ 41 ]               |

Documentários
| Ano  | Título                                                  |
| ---- | ------------------------------------------------------- |
| 1982 | O Homem de Areia                                        |
| 2005 | Tudo Azul                                               |
| 2005 | A Mochila do Mascate                                    |
| 2007 | A Paixão Segundo Callado                                |
| 2008 | Paulo Gracindo - O Bem Amado                            |
| 2009 | Caro Francis                                            |
| 2016 | Silêncio No Estúdio                                     |
| 2017 | Tudo é Irrelevante, Hélio Jaguaribe                     |
| 2017 | Todos os Paulos do Mundo                                |
| 2019 | Babenco - Alguém Tem que Ouvir o Coração e Dizer: Parou |
| 2025 | Milton Bituca Nascimento                                |